# Galepso (Tracia)
Galepso (en griego Γαληψόσ, en latín Galepsus) fue una polis (ciudad griega) costera de Tracia, colonia de Tasos. El topónimo es Γαληψόσ, cuyo nombre derivaría de Galepso, hijo de Tasos y Télefe. El gentilicio es galepsios (Γαλήψιος).
Estrabón dice que era una de las polis comprendidas entre la desembocadura del río Estrimón y la del Nesto, citándolas de oeste a este: Fagres, Galepso y Apolonia.
En la guerra del Peloponeso fue una de las ciudades que se pusieron del lado del espartano Brásidas en su campaña por Tracia del año 424 a. C. pero poco después, en el 422 a. C., fue tomada por el ejército del ateniense Cleón.
Fue una de las ciudades destruidas por Filipo II de Macedonia probablemente en el año 356 a. C. pero de su mención posterior por Tito Livio entre las ciudades que atravesó Perseo de Macedonia tras haber sido derrotado en Pidna se deduce que fue refundada con posterioridad a esa destrucción. También se menciona en el Periplo de Pseudo-Escílax entre los emporia de los tasios.
Se localiza en los restos que se encuentran en una ciudadela llamada Gaidurokastro, situada al sur del pueblo de Kariani.